# Hyalosperma pusillum
Hyalosperma pusillum là một loài thực vật có hoa trong họ Cúc. Loài này được (Turcz.) Paul G.Wilson mô tả khoa học đầu tiên năm 1989.